# AR詩
AR詩（エーアールし）とは、AR（Augmented Reality）すなわち拡張現実を用いた詩のことである。本項目においては、AR詩を写真・映像芸術の一形態と捉え、ARを用いた実際の展示と紙面への掲載について記述する。

## 概要
AR詩は、ni_kaが創始した詩のジャンルである。ni_kaは北園克衛、新国誠一らの具体詩宣言、すなわち日本におけるコンクリート・ポエトリー運動にインスパイアされて、2012年3月16日、自身のblogにて日本具体詩更新宣言を発表した。
どうして、わた詩がこの式壇を頑なに具体詩だと名づけるのか
そして、新国誠一や北園克衛らのVOUとASA以来、日本の具体詩運動は途切れたと言われてきたけれど、それは事実ではなく、「象徴化されたお葬式」の中に具体詩は誰も気がつかないうちにインストールされて消費され続け擦り切れたので、わた詩がそれを継ぐものなのだとわた詩はあなたとわた詩たちへ説明する
ni_kaの日本具体詩更新宣言に影響を受けて、佐々木雅也や反現代史がAR詩を制作した。
『DOMMUNE オフィシャルガイドブック2』にて「2012年の日本を発電させるカルチャーエネルギーベスト100!!!!!!」のひとつに「AR詩」が選ばれた。NHKラジオ「英語で読む村上春樹」のテキストでは、柴田元幸による『「それがTVピープル」――視覚表現あれこれ』にて、最果タヒとAR詩が紹介された。また、文芸評論家の中沢忠之は、東日本大震災以降の表現の形態として、和合亮一と並んでni_kaのAR詩を評価し、「被災地にいたからこそできた、修羅（死者）のごとく繋がりを求める言葉の強さ（和合）と、被災を共有しきれないからこそ模索するほかなかった、子供のように儚く繋がりを求める言葉の強さ（ni_ka）が、３・１１をきっかけに詩の多様性として私たちの前に表現されたのである」としている。
門林岳史はセカイカメラによる詩作品を2回体験し、ベンヤミンに触れながら、「現実の都市空間と作品世界の境界が曖昧になっていくような経験を与えてこそ、拡張現実のテクノロジーを利用する意義があるはずだ」とし、「鑑賞者はテクストを探し求めることに必死でセカイカメラの画面に没入し、結果として都市空間はないがしろになってしまった（端的に道を歩いていて危ない）ように思われる」と批評した。一方で、東京の「floating view "郊外"からうまれるアート」展（トーキョーワンダーサイト本郷）で体験したni_kaのAR詩についても触れ、「作品外のタグを作品経験にとってのノイズとして排除するのではなく、むしろ、作品に不可欠の構成要素として（パレルゴンとして？）取り込むことこそが望ましいのではないか」とした。
セカイカメラによって製作された作品であり、ハローキティを中心とするキャラクターや文字がスマートフォンの画面を通してふわふわと浮かんでいるように見えることが特徴である。作品の文字をタップするとそこに文字を書き加えることができるように、リレーショナル性 (Relational art) がある。ni_kaの作品は東日本大震災以降、薔薇をモチーフとするARが見えるようになった。これはパウル・ツェランの『誰でもない者の薔薇』を意識した、喪の表現となっている。2016年には、Layarを用いたAR詩を、静岡大学にて展示した。
2017年、「ヒツクリコ ガツクリコ ことばが生まれる場所」展にて、映写によるAR詩の展示を行った。
2018年、三田文学に『AR詩　喪の限界へ、わた詩は浮遊する』が掲載された。これにより、AR詩は紙媒体にも進出したことになる。
作者のni_kaは、ウィリアム・S・バロウズやT・S・エリオットがカットアップの実践者であり、トリスタン・ツァラにその着想の根源があったという点を論じた上で、「バロウズが実践したカットアップは、タイプライターで印刷された文字列を断片化した後に再構成するという「分解」と「結合」にその本質が宿っています。エリオットの時代は、新聞がメディア環境で重要な位置を持ち始めたように、バロウズの時代には、ペンからタイプライターへと作家の相棒ともいえるメディアが急速に発達しました。バロウズも、ツァラやエリオット同様メディア環境に創作家の本懐があることを直感していました。わたしni_kaがメディア環境の変化にこだわり続けているモチベーションも共通するものです。ネット環境を方法論とした「モニタ詩」を制作し、スマートフォンでの簡易なAR空間の創造というテクノロジーの変化の斬新さに着目し「AR詩」を制作したのは、彼らと同じコンセプトなのです。」とコメントしている。

## ni_kaの作品
|  | 作品 |  |  |
|  | ---- |  |  |
|  |      |  |  |
|  |      |  |  |